# Nomina Anatomica Veterinaria
La Nomina Anatomica Veterinaria (spesso abbreviata in NAV ) è una nomenclatura standardizzata realizzata dalla World Association of Veterinary Anatomists (WAVA). È utilizzata come riferimento standard per la terminologia anatomica nel campo delle scienze veterinarie riguardante i mammiferi domestici (gli uccelli domestici sono considerati nella Nomina Anatomica Avium). Si basa su gatti, cani, suini, bovini, ovini, caprini, conigli e cavalli (che rappresentano i soggetti principali).

## Storia
Gli anatomisti veterinari si separarono durante il 5º Congresso Internazionale del Comitato Internazionale per la Nomenclatura Anatomica tenutosi a Parigi nel 1955, a causa di divergenze riguardo alla Nomina Anatomica. Successivamente, seguendo il professor Clement Bressou nel 1957 a Friburgo (Germania), essi costituirono il Comitato Internazionale per la Nomenclatura Anatomica Veterinaria, ribattezzato Associazione Mondiale degli Anatomisti Veterinari nel 1961. Nel 1968, pubblicarono la prima edizione della Nomina Anatomica Veterinaria (NAV). Le edizioni successive della NAV sono state sei, con l'ultima pubblicata nel 2017. La quarta edizione, pubblicata nel 1994, è stata l'ultima edizione stampata commercialmente; le edizioni quinta e sesta sono disponibili in formato PDF.